# 白羽毛运动

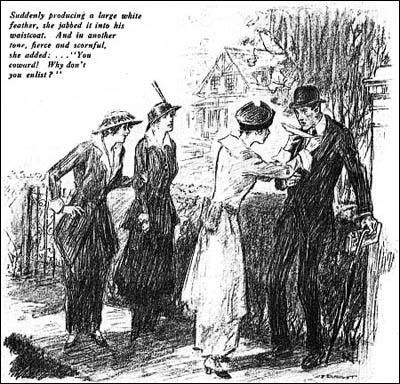
《白羽毛：英格兰征兵速写》（阿诺德·贝内特，1914年）

白羽毛运动（英語：White Feather Campaign）是第一次世界大战期间英国的征兵运动，当时女性向未入伍的男性赠送象征懦弱的白羽毛，以此羞辱他们，迫使他们报名参军。该运动在公众中不受欢迎，经常导致男性精神痛苦甚至自杀。
许多著名的早期女性主义者和妇女参政论者参与白羽毛运动，如艾米琳·潘克斯特和艾玛·奥希兹。艾米琳和她的长女克里斯塔贝尔·潘克斯特以及妇女社会与政治联盟也因此而获得政府的认可。该运动被认为是《1918年人民代表法令》通过的原因之一，该法首次将选举权赋予年满30周岁的成年女性。

## 历史
第一次世界大战爆发时，英国实行自愿服兵役。随着战争持续，英国适龄男性兵员伤亡殆尽，兵源短缺。英国政府于1916年2月开始实行征兵制，后来又降低了征兵年龄。英国政府还招募约25万未成年人在军队服役。
征兵制的坚定支持者、曾任海军上将的查尔斯·菲茨杰拉德为了扩军，于1914年8月30日在其家乡福克斯通组织30名女性向未穿军装的男性分发象征懦弱的白羽毛。菲茨杰拉德认为，利用女性羞辱男性是最有效的募兵策略。他创立的组织被称为“白羽毛旅”，成员包括作家艾玛·奥希兹和玛丽·奥古斯塔·沃德。白羽毛运动的参与者包括著名的妇女参政论者艾米琳·潘克斯特。
该标志及招募方法迅速传遍英国。这是宣传大转变的一部分，宣传大量使用性别主题，以强调母亲、妻子和女儿的无辜、脆弱，并通过暗示男性如果不战斗就会失去男子气概来使他们产生负罪感。
白羽毛运动卓有成效，据报道，许多男性在收到羽毛后不久便自愿参军，因为他们无法忍受这种耻辱。收到白羽毛的任心理负担非常沉重。因为健康或其他原因而无法入伍的男性会面临公开羞辱，导致他们抑郁。有些男性甚至因为身体原因被拒服兵役而自杀。英国政府向青少年发放白羽毛，他们为了入伍会向征兵人员谎报年龄。
当时的轶事表明，该运动在士兵中不得人心，尤其是休假士兵会收到白羽毛。一等兵诺曼·德穆斯（Norman Demuth）于1916年受伤从英国陆军退役后，获得了无数枚白羽毛勋章。1915年，水兵乔治·萨姆森前往参加授予他维多利亚十字勋章而举行的公开招待会，收到了一根白羽毛。和平主义者芬纳·布罗克威称收到的羽毛“够做一把扇子”。

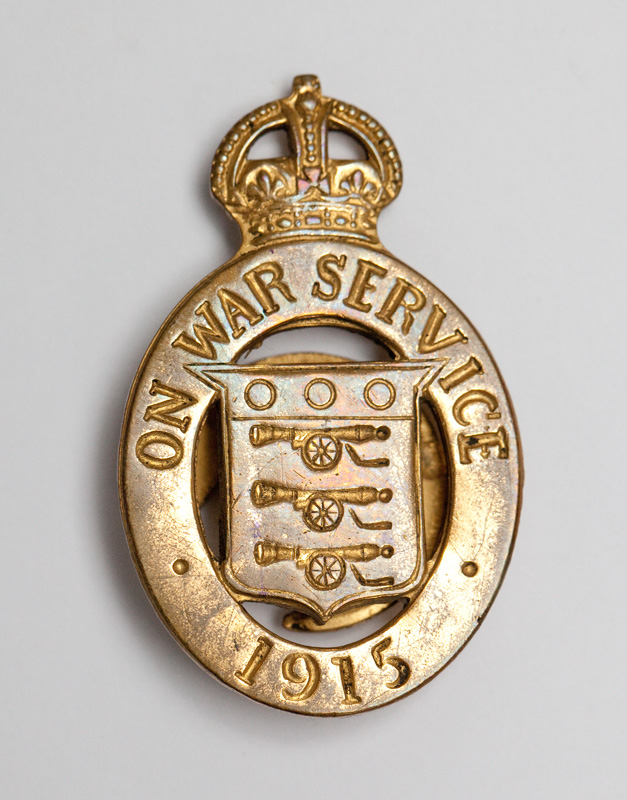
1915年发放给钢铁工人的徽章，表明其从事保留职业，可避免被赠予白羽毛

当公务员和关键行业从业者面临参军压力时，政府不得不介入。内政大臣雷金纳德·麦克纳向国有企业雇员发放印有“国王与国家”字样的徽章，标明他们已为战争服务。1916年9月首次颁发的战争银徽章，用于表彰因伤病退役的军人，以避免他们因未穿军装而受质疑。
第二次世界大战期间，该活动也曾短暂恢复。

## 妇女参政论者的作用
英国妇女参政论者中，相当一部分人热情地拥护战争和白羽毛运动，将其视为展现女性爱国主义精神、服务国家的机会。为首的是著名的激进妇女参政论者、妇女社会与政治联盟领导人艾米琳·潘克斯特。1914年战争爆发后，艾米琳和她的长女克里斯塔贝尔·潘克斯特立即将组织的重心从为选举权而战转向为国而战。
英国政府急于获得这些有影响力的激进分子的支持，于1914年8月释放了所有妇女社会政治联盟的妇女参政论者，实际上达成了一项协议：妇女社会与政治联盟将暂停其争取妇女参政权的活动，转而致力于招募男性和动员女性参与战争工作。艾米琳·潘克斯特宣称，妇女参政论者现在必须“像为投票权而战一样为国家而战”。她告诉其追随者，如果英国战败，争取妇女权利的斗争将毫无意义。
1915年，在一场被称为“妇女有权服务”（Women's Right to Serve）的大规模示威游行中，艾米琳带领3万名妇女穿过伦敦，高举横幅鼓励男性参战。艾米琳的二女儿西尔维娅·潘克斯特回忆，在艾米琳招募新兵期间，妇女社会与政治联盟成员“向遇到的每个穿便装的年轻男子分发白羽毛”。西尔维娅说，妇女社会与政治联盟的狂热分子甚至会出现在公开集会上，挥舞着写有“把他们全部关进监狱”的标语牌——这是她们极端爱国热情的标志，反对所谓的不爱国的男人和敌国侨民。西尔维娅后来推测，妇女社会与政治联盟的妇女和非官方的白羽毛分发者“是一伙的”。
白羽毛运动导致女权主义者中主战派与反战派的分裂，全国妇女选举权联盟于1915年开除了反战派成员。
政府和媒体很快给予这些展现出狂热爱国主义精神的女权主义领袖以高度赞誉。艾米琳·潘克斯特和克里斯塔贝尔·潘克斯特因鼓动男性参军而受到主流媒体的赞扬。妇女社会与政治联盟的报纸更名为《不列颠尼亚》，以体现其民族主义使命。
1918年第一次世界大战停战后不久，英国议会通过了《1918年人民代表法令》，赋予30岁以上女性投票权。这在女性获得选举权的历史上具有里程碑意义。这一结果被广泛解读为对女性在战争期间的忠诚和贡献的奖励。前首相H·H·阿斯奎斯等战前反对女性选举权的政客改变了立场，部分原因是他们对女性的爱国服务印象深刻。克里斯塔贝尔·潘克斯特作为英国妇女党（从妇女社会与政治联盟改组）的候选人参加1918年英国大选竞选英国下议院议员，以775票之差败给工党候选人约翰·戴维森。